# Intocable
Intocable est un groupe américain de musique tejana et de musique norteña, basé à Zapata au Texas qui a été créé, au début des années 1990, par Ricky Muñoz et René Martínez. En quelques années, le groupe, dont le style mêle la musique conjunto du Texas et les rythmes de la musique norteña avec des ballades pop et les ornements musicaux empruntés au rock et à diverses musiques typiques ou urbaines, est devenu une référence en matière de musique régionale mexicaine.
Ricky Muñoz a constamment réaffirmé le caractère romantique et universel de la musique d'Intocable qui s'est toujours refusé, sans écarter un engagement social à caractère humanitaire, à interpréter des chansons dont le texte fait référence à des violences ou qui emploient un vocabulaire discutable à l'égard de son écoute par un public familial. Le refus de s'adresser à des marchés de niche au travers de contenus différenciés en fonction des publics, a conféré aux membres du groupe, au Mexique et aux États-Unis, un statut de rock-stars.
Intocable conçoit chaque album comme un projet qui doit atteindre un certain niveau d'excellence et n'hésite ni à collaborer avec des artistes et des experts de la musique régionale mexicaine ou des musiques urbaines, ni à impliquer des auteurs compositeurs comme Eliseo Robles Jr., Luis Padilla ou Joss Favela. L'influence du groupe sur plusieurs générations de musiciens est considérable.

## Histoire du groupe
Intocable a enregistré ses premiers albums chez Freddie Records, un label indépendant basé à Corpus Christi au Texas. Après la publication de l'album Simplemente en 1993, le groupe a signé un contrat avec EMI Latin avec lequel ils ont enregistré leur premier album sur un label majeur : « Fuego Eterno » en 1994.
Le 31 janvier 1999, les musiciens du groupe sont victimes d'un accident de la circulation alors qu'ils se rendaient à Monterrey au Mexique dans lequel deux membres, José Ángel Farías et Silvestre Rodríguez, ainsi que le directeur des opérations, José Ángel González, décèdent. Ricky Muñoz et les autres membres du groupe ont subi de multiples blessures et passent plusieurs semaines dans un hôpital de Monterrey. Après une absence de six mois, Intocable revient avec succès avec l'album Contigo, dont le premier simple, intitulé El amigo que se fue, est un hommage aux membres disparus du groupe.
Le 24 octobre 2006, Intocable et EMI Televisa Music publient l'album Crossroads: Cruce de caminos, enregistré notamment avec le concours de Lloyd Maines, père de la musicienne Natalie Maines, du groupe Dixie Chicks, et qui venait de remporter un énorme succès avec l'album Taking the Long Way de ce dernier groupe. L'album reçoit un accueil très favorable de la critique, des nominations aux Latin Grammys 2007, et même, le 21 février 2008, trois récompenses dans le cadre des prix Prix Lo Nuestro 2008 (en) ( « Álbum del Año », « Grupo o Dúo del Año », « Artista Norteño del Año »). Ricky Muñoz considère néanmoins que ce projet a été un passage difficile de la trajectoire du groupe, car ses fans n'ont pas accroché le mélange d'arrangements Norteño et Country Music qui caractérise l'album.
« C'était dur parce ils le détestaient. Les critiques ont aimé, mais les fans ne l'ont pas compris. Même les gens qui vendent des dates (de concert) nous disaient de ne pas jouer les chansons de l'album. Il faut du temps aux gens pour accepter les changements et c'est normal,. »
— Ricky Muñoz
.
Le 26 septembre 2011, au Cowboys Stadium, Intocable a été le premier groupe de musique Tex-Mex, invité à animer la mi-temps d'un match de la National Football League entre les Cowboys de Dallas et les Redskins de Washington;
Le 11 mai 2020, Intocable clôt, devant un public restreint de 1 000 personnes, à cause des mesures prises pour maîtriser l'épidémie de Covid-19 au stade de Culiacán, la 25e édition du Festival Internacional Universitario de la Cultura organisé par l’Université autonome de Sinaloa (es) pour célébrer la mémoire de Don Cruz Lizárraga. Le concert est retransmis, pour la première fois, en direct sur les comptes Facebook de l'université.

## Membres

### Membres actuels
- Ricky Muñoz (Ricardo Javier Muñoz Solis[3]) - Première voix, accordéon.
- René Orlando Martínez Santos[3] - Chœurs et batterie.
- Sergio Serna - Percussions.
- Johnny Lee Rosas - Seconde voix, bajo sexto.
- Félix Salinas - Basse électrique.
- José Juan Hernández - Animation et rythmes.

### Anciens membres
- José Ángel Farías - Animation et rythmes (1995-1999), décédé.
- Silvestre Rodríguez - Basse (1997-1999), décédé.
- José Ángel González - Directeur des opérations, décédé.
- Juan J. González Jr. - Bajo sexto et guitare (1993).
- Ismael Arreola Jr. - Animation et rythmes (1993).
- Juan J. Serna - Basse (1993-1995).
- Adalberto Mejía - Basse électrique.
- José (Pepe) Pérez - Basse électrique.
- Rudy Wong - Percussions (1999).
- Albert Ramírez - Basse (1996-1997 et 2015).
- Daniel Sanchez - Seconde voix et bajo sexto (1997-2007, 2009-2012, 2016-2017)

## Discographie

### Albums en studio

#### 1997 Intocable IV
- IV (1997)
- Intocable (1998)
- Contigo (1999)
- Es para ti (2000)
- Sueños (2002)
- Nuestro destino estaba escrito álbum de intocable (2003)
- intocable intimamente  (2004)
- Diez (dos volúmenes) (2005)
- Cruce de caminos (2006) también se lanzó la edición Crossroads: Fan Edition 2007 (2007)
- Intocable2C  (álbum  de intocable(2008)
- Intocable Clásico (álbum de Intocable) (2009)
- Intocable #super1s (2010)
- Intocable 2011 (2011)
- Intocable deluxe 2011 (2011)
- En Peligro de Extinción (2013)
- XX 20 Aniversario (2015)

## Récompenses et nominations

### Recording Academy Grammy Awards
| Edition                          | Catégorie                                            | Œuvre                          | Résultat |
| -------------------------------- | ---------------------------------------------------- | ------------------------------ | -------- |
| 42nd Annual Grammy Awards (1999) | Best Tejano Performance                              | Contigo (Album)                |          |
| 45th Annual Grammy Awards (2002) | Best Mexican/Mexican-American Album                  | Sueños                         |          |
| 46TH Annual Grammy Awards (2003) | Best Mexican/Mexican-American Album                  | Nuestro Destino Estaba Escrito |          |
| 47th Annual Grammy Awards (2004) | Best Mexican/Mexican-American Album                  | Intimamente                    | Gagnant  |
| 48th Annual Grammy Awards (2005) | Best Mexican/Mexican-American Album                  | Diez                           |          |
| 50th Annual Grammy Awards (2007) | Best Norteño Album                                   | Crossroads                     |          |
| 53rd Annual Grammy Awards (2010) | Best banda or Norteño Album                          | Intocable 2011                 | Gagnant  |
| 56th Annual Grammy awards (2013) | Best Regional Mexican Music Album (including Tejano) | Percepción                     |          |

### Recording Academy Latin Grammy Awards
| Edition | Catégorie                     | Oeuvre                  | Résultat |
| ------- | ----------------------------- | ----------------------- | -------- |
| 2005    | Mejor Álbum de Música Norteña | Diez                    | Gagnant  |
| 2013    | Mejor Álbum de Música Norteña | En Peligro De Extinción | Gagnant  |
| 2019    | Mejor Álbum de Música Norteña | Percepción              | Gagnant  |

### Univision - Premios lo Nuestro
| Premios lo nuestro fantasy logo | Catégorie                       | Chanson ou album        | Résultat |
|                                 |                                 |                         |          |
| 2014                            | Álbum Regional Mexicano del Año | En Peligro de Extinción | \| ♔ \|  |
| ♔                               |                                 |                         |          |

## Popularité
| Média     | Chaîne ou compte             | Date           | Nombre d'abonnés ou d'auditeurs | Nombre de vues ou de téléchargements |
| --------- | ---------------------------- | -------------- | ------------------------------- | ------------------------------------ |
| YouTube   | Intocable Experience         | 3 octobre 2020 | 698 000                         | 713 059 779                          |
| Instagram | grupointocable               | 3 octobre 2020 | 394 000                         |                                      |
| Facebook  | Grupo Intocable              | 3 octobre 2020 | 3 470 088                       |                                      |
| Twitter   | grupointocable               | 3 octobre 2020 | 319 500                         |                                      |
| Spotify   | Intocable                    | 3 octobre 2020 | 3 651 349                       |                                      |
| Twitter   | IntocableRJM (Ricardo Muñoz) | 3 octobre 2020 | 48 700                          |                                      |
| Deezer    | Intocable                    | 3 octobre 2020 | 249 855                         |                                      |

## Sources
Ouvrages
- (en) Guadalupe San Miguel, Tejano Proud: Tex-Mex Music in the Twentieth Century, Texas A&M University Press, 2002, 192 p. (ISBN 1-58544-159-7 et 1-58544-188-0, lire en ligne).

Ressources en ligne
- (en) J. Chandler, « Intocable Simplemente... (CD - Freddie Records #1635) », sur All Music, Ann Arbor, Michigan, Netaktion LLC (consulté le 19 octobre 2020).
- (es) Mike Salazar, « « Enseñame a Olvidar- Eliseo Robles Jr (La Leyenda), Mike Salazar, Pepe Elizondo (Grupo Pesado), Luis Mario Garza  (Grupo Pesado), César Hernández  Salinas (Los Barbaros del Norte), Lalo Hernández  (La Leyenda) » », Noche Bohemia,‎ 17 juin 2020[note 14].
- (en) Tom Shackleford, « 5 things you didn't know about Intocable », sur AXS, 15 février 2017 (consulté le 25 juillet 2020).
- (es) « Concluye el Festival Digital Universitario con impresionante concierto de Intocable », sur Cultura UAS, Culiacán, Universidad Autónoma de Sinaloa, 11 mai 2020 (consulté le 5 octobre 2020).
- (en) « Intocable », sur Grammys, Grammy Awards, Santa Monica, Recording Academy (consulté le 1er novembre 2020).
- (es) « Ganadores - Años Anteriores - Intocable », sur Latin Grammys, Latin Grammy Awards, Santa Monica, Recording Academy (consulté le 1er novembre 2020).
- (en) UPI Archives, « Three members of band Intocable die », sur upi, Ciudad de México, United Press International, 1er février 1999.
- (es) « Ricky Muñoz Y Los Tejanos », sur Factor Tejano, Puebla, Puebla (État), Mexico, Factor Tejano, 8 mai 2014.
- (es) « Discografía de Intocable », sur Norteñopedia Wiki, Norteñopedia Wiki, Los Angeles, California, Fandom (consulté le 11 novembre 2020).
- (es) Robert Elston, « Intocable's Ricky Muñoz Talks New Album Percepción, 25 Years in Music & One Regret That Still Stings », Pop Dose Magazine, 24 mars 2019.
- (es) yacevedo, « Premio Lo Nuestro 2014: Lista completa de ganadores », People en Español (es), Time Inc., 21 février 2014.